# Alfie Hewett
Alfie Hewett, OBE (* 6. Dezember 1997 in Norwich) ist ein britischer Rollstuhltennisspieler aus England.

## Karriere
Im Alter von sechs Jahren wurde bei Alfie Hewett Morbus Perthes diagnostiziert, fortan war er auf den Rollstuhl angewiesen. Darüber hinaus wurde er mit einem Herzfehler, Fallot-Tetralogie, geboren. Bereits in jungen Jahren begann er mit Tennis und startet in der Klasse der Paraplegiker.
Sein zunächst größter Erfolg war 2016 der Gewinn der Doppelkonkurrenz in Wimbledon an der Seite von Gordon Reid. Kurz darauf nahm er in Rio de Janeiro an seinen ersten Paralympischen Spielen teil. Mit Reid gewann er in der Doppelkonkurrenz die Silbermedaille. Im Einzel erreichte er ebenfalls das Finale und traf dort auf seinen Doppelpartner Reid. Diesem unterlag er deutlich, womit er eine weitere Silbermedaille gewann. 2017 gewann er bei den French Open seinen ersten Grand-Slam-Titel im Einzel, in Wimbledon verteidigte er mit Gordon Reid seinen Vorjahrestitel. Ebenso gewann er mit Reid die US Open. 2021 gelang ihm gemeinsam mit Gordon Reid ein Grand Slam im Doppel. Im Jahr 2024 folgte mit dem Sieg in Wimbledon ein Karriere-Grand-Slam im Einzel. Bei den Paralympischen Spielen 2024 in Paris gewann er gemeinsam mit Gordon Reid die Doppelkonkurrenz und sicherte sich damit den Karriere-Golden-Slam im Doppel.
In der Weltrangliste erreichte er jeweils mit dem ersten Platz im Einzel und Doppel seine besten Platzierungen.
Hewett gehörte in der Wahlperiode 2023–2024 dem Spielerrat (ITF Wheelchair Tennis Player Council) der ITF an. Der Spielerrat vertritt die Interessen der Spielerinnen und Spieler und berät die ITF in Fragen der Regularien.

## Leistungsbilanz bei den Grand-Slam-Turnieren

### Einzel
| Turnier         | 2016 | 2017 | 2018 | 2019 | 2020 | 2021 | 2022 | 2023 | 2024 | 2025 | Karriere |
| --------------- | ---- | ---- | ---- | ---- | ---- | ---- | ---- | ---- | ---- | ---- | -------- |
| Australian Open | –    | VF   | VF   | VF   | HF   | F    | F    | S    | F    | S    | S        |
| French Open     | –    | S    | VF   | HF   | S    | S    | HF   | F    | HF   | F    | S        |
| Wimbledon       | VF   | HF   | HF   | VF   |      | VF   | F    | F    | S    | F    | S        |
| US Open         |      | F    | S    | S    | F    | F    | S    | S    |      |      | S        |

### Doppel
| Turnier         | 2015 | 2016 | 2017 | 2018 | 2019 | 2020 | 2021 | 2022 | 2023 | 2024 | 2025 | Karriere |
| --------------- | ---- | ---- | ---- | ---- | ---- | ---- | ---- | ---- | ---- | ---- | ---- | -------- |
| Australian Open | –    | –    | F    | F    | HF   | S    | S    | S    | S    | S    | S    | S        |
| French Open     | –    | –    | F    | HF   | HF   | S    | S    | S    | S    | S    | S    | S        |
| Wimbledon       | HF   | S    | S    | S    | F    |      | S    | F    | S    | S    | F    | S        |
| US Open         | –    |      | S    | S    | S    | S    | S    | F    | HF   |      |      | S        |

Zeichenerklärung: S = Turniersieg; F, HF, VF, AF = Einzug ins Finale / Halbfinale / Viertelfinale / Achtelfinale; 1, 2, 3 = Ausscheiden in der 1. / 2. / 3. Hauptrunde; nicht ausgetragen